# 人民東路駅
人民東路駅（じんみんとうろえき）は、中華人民共和国湖南省長沙市芙蓉区、雨花区にある長沙地下鉄2号線及び6号線の駅。

## 駅構造
- 島式ホーム1面

## 駅周辺
- 馬王堆建築公司